# Ejlstrup (Odense Kommune)
 For alternative betydninger, se Ejlstrup. (Se også artikler, som begynder med Ejlstrup)
Ejlstrup er en lille satellitby på Fyn med 1.273 indbyggere  (2024). Ejlstrup er beliggende i Ubberud Sogn to kilometer syd for Odense-bydelen Korup og ti kilometer vest for Odense centrum. Byen tilhører Odense Kommune og er beliggende i Region Syddanmark.